# Selosari (Kandat)
Selosari is een bestuurslaag in het regentschap Kediri van de provincie Oost-Java, Indonesië. Selosari telt 4074 inwoners (volkstelling 2010).